# Covelo (Viana del Bollo)
Covelo (llamada oficialmente San Lourenzo de Covelo) es una parroquia y un lugar del municipio español de Viana del Bollo, en la provincia de Orense, Galicia.

## Toponimia
La parroquia también es conocida por el nombre de San Lorenzo de Covelo.

## Organización territorial
La parroquia está formada por cuatro entidades de población, constando dos de ellas en el nomenclátor del Instituto Nacional de Estadística español:
- Covelo
- Fornelos de Coba (Fornelos de Cova)
- O Alto de Covelo
- O Outeiro

## Demografía

### Parroquia
| Gráfica de evolución demográfica de Covelo (parroquia) entre 2000 y 2023 |
|                                                                          |
| Datos según el nomenclátor publicado por el INE.                         |

### Lugar
| Gráfica de evolución demográfica de Covelo (lugar) entre 2000 y 2023 |
|                                                                      |
| Datos según el nomenclátor publicado por el INE.                     |